# Danh sách phiên vương nhà Minh (Tần Vương hệ)
Hệ phả con cháu của Tần vương (秦王) vốn là dòng con cháu của Minh Thái Tổ, danh sách theo các dòng.

## Nước Tần (秦國)
| Năm Hồng Vũ thứ 11 (1378 được phiên phủ Tây An |                        |                                   |                   | |
| Xưng hiệu                                      | Họ tên                 | Quan hệ                           | Năm tại vị        | Ghi chú |
| Tần Mẫn vương 秦愍王                           | Chu Sảng 朱樉          | Con thứ 2 của Minh Thái Tổ        | 1370 ─ 1395       | Năm Hồng Vũ thứ 3 phong, năm thứ 11 được phiên phủ Tây An, năm thứ 28 hoăng. |
| Tần Ẩn vương 秦隱王                            | Chu Thượng Bỉnh 朱尚炳 | Con cả của Chu Thưởng             | 1395 ─ 1412       | Năm Hồng Vũ thứ 28 tập phong, năm Vĩnh Lạc thứ 10 hoăng. |
| Tần Hi vương 秦僖王                            | Chu Chí Thằng 朱志堩   | Con cả của Chu Thượng Bỉnh        | 1412 ─ 1424       | Năm Vĩnh Lạc thứ 10 tập phong, năm thứ 22 chưa lấy vợ thì hoăng. |
| Tần Hoài vương 秦懷王                          | Chu Chí Quân 朱志均    | Con thứ hai của Chu Thượng Bỉnh   | 1424 ─ 1426       | Năm Vĩnh Lạc nguyên niên phong là Vị Nam vương (渭南王)，năm thứ 22 tiến phong Tần vương, năm Tuyên Đức nguyên niên chưa lấy vợ thì hoăng.                                                                  |
| Tần Khang vương 秦康王                         | Chu Chí Khế 朱志𡐤     | Con thứ ba của Chu Thượng Bỉnh    | 1428 ─ 1455       | Năm Vĩnh Lạc thứ 22 phong là Phú Bình vương (富平王), năm Tuyên Đức thứ 3 tiến phong Tần vương, năm Cảnh Thái thứ 6 hoăng.                                                                                  |
| Tần Huệ vương 秦惠王                           | Chu Công Tích 朱公錫   | Con cả đích của Chu Chí Khế       | 1458 ─ 1486       | Năm Thiên Thuận thứ 2 tập phong, năm Thành Hóa thứ 22 hoăng. |
| Tần Giản vương 秦簡王                          | Chu Thành Vịnh 朱誠泳  | Con đầu thứ của Chu Công Tích     | 1488 ─ 1498       | Năm Thành Hóa thứ 4 phong là Trấn An vương (镇安王), năm Hoằng Trị nguyên niên phong là Tần vương, năm thứ 11 hoăng. Không con.                                                                             |
| Tần An vương 秦安王                            | Chu Công Minh 朱公銘   | Con thứ ba của Chu Chí Khế        | Truy phong        | Năm Chính Thống thứ 7 phong, năm Thành Hóa thứ 10 hoăng. Năm Hoằng Trị thứ 13 lấy cháu trai tập phong Tần vương, truy phong An vương (安王).                                                                |
| Tần Trang vương 秦莊王                         | Chu Thành Xán 朱誠澯   | Con cả đích của Chu Công Minh     | Truy phong        | Năm Thành Hóa thứ 13 tập phong, năm Hoằng Trị thứ 5 hoăng. Năm thứ 13 lấy con trai tập phong Tần vương, truy phong Trang vương (莊王).                                                                      |
| Tần Chiêu vương 秦昭王                         | Chu Bỉnh Song 朱秉欆   | Con đầu thứ của Chu Thành Xán     | 1501 ─ 1502       | Năm Hoằng Trị thứ 8 phong là Lâm Đồng vương (临潼王), năm thứ 13 tập phong Tần vương, năm thứ 14 hoăng. |
| Tần Định vương 秦定王                          | Chu Duy Chước 朱惟焯   | Con đầu thứ của Chu Bỉnh Song     | 1510 ─ 1544       | Năm Chính Đức thứ 4 tập phong, năm Gia Tĩnh thứ 23 hoăng. Không con. |
| Tần Cung vương 秦恭王                          | Chu Thành Nhuận 朱誠潤 | Con thứ hai của Chu Công Minh     | Truy phong        | Sơ phong Trấn quốc Tướng quân (镇国将军), năm Gia Tĩnh thứ 27 lấy tằng tôn tập phong Tần vương, truy thụy Cung vương (恭王).                                                                                |
| Tần Thuận vương 秦順王                         | Chu Bỉnh Phu 朱秉柎    | Con của Chu Thành Nhuận           | Truy phong        | Sơ phong Phụ quốc Tướng quân (辅国将军), năm Gia Tĩnh thứ 27 lấy cháu trai tập phong Tần vương, truy thụy Thuận vương (顺王).                                                                               |
| Tần Đoan vương 秦端王                          | Chu Duy Liêm 朱惟燫    | Con của Chu Bỉnh Phu              | Truy phong        | Sơ phong Phụng quốc Tướng quân (奉国将军), năm Gia Tĩnh thứ 27 lấy con trai tập phong Tần vương, truy thụy Đoan vương (端王).                                                                               |
| Tần Tuyên vương 秦宣王                         | Chu Hoài Quyển 朱懷埢  | Con của Chu Duy Liêm              | 1548 ─ 1566       | Sơ phong Trấn quốc Trung úy (镇国中尉), năm Gia Tĩnh thứ 27 tập phong Tần vương, năm thứ 45 hoăng. |
| Tần Thế tử 秦世子                              | Chu Kính Trân 朱敬鉁   | Con thứ 2 đích của Chu Hoài Quyển | Truy phong        | Sinh năm Gia Tĩnh thứ 33, năm thứ 38 hoăng. Truy phong Thế tử. |
| Tần Tĩnh vương 秦靖王                          | Chu Kính Dung 朱敬鎔   | Con đầu thứ của Chu Hoài Quyển    | 1569 ─ 1576       | Năm Gia Tĩnh thứ 29 phong Long Đức vương (隆德王), năm Long Khánh thứ 3 tập phong, năm Vạn Lịch thứ 4 hoăng.                                                                                                |
| Tần Kính vương 秦敬王                          | Chu Nghị Hạm 朱誼澏    | Con cả đích của Chu Kính Dung     | 1581 ─ 1586       | Năm Vạn Lịch thứ 3 phong Thế tử (世子), năm thứ 9 tập phong, năm thứ 14 hoăng. Không con. |
| Tần Túc vương 秦肅王                           | Chu Nghị Hoán 朱誼漶   | Con thứ 3 đích của Chu Kính Dung  | 1587 ─ trước 1637 | Năm Vạn Lịch thứ 13 phong Phụng quốc Trung úy (奉国中尉), năm thứ 14 gia phong Tử Dương vương (紫阳王), năm thứ 15 tập phong, năm Sùng Trinh thứ 10 hoăng.                                                  |
| Tần Thế tử 秦世子                              | Chu Tồn Xu 朱存樞      | Con đầu thứ của Chu Nghị Hoán     | Truy phong        | Năm Vạn Lịch thứ 44 phong làm Thế tử, mất năm Sùng Trinh thứ 2. |
| Tần Cảnh vương 秦景王                          | Chu Tồn Cơ 朱存機      | Con thứ hai của Chu Nghị Hoán     | 1637 ─ 1641       | Năm Thiên Khải thứ 6 phong Phụng quốc Trung úy (奉国中尉), sau phong Quận vương (郡王), năm Sùng Trinh thứ 2 phong Tần Thế tử (秦世子), năm thứ 10 tập phong, năm thứ 14 hoăng.                             |
| Tần vương 秦王                                 | Chu Tồn Cực 朱存極     | Con thứ ba của Chu Nghị Hoán      | 1641 ─ 1643       | Năm Thiên Khải thứ 6 phong Phụng quốc Trung úy (奉国中尉), sau phong Quận vương, năm Sùng Trinh thứ 14 tập phong.                                                                                           |
| Tần vương 秦王                                 | Chu Tồn... 朱存        | Con thứ tư của Chu Nghị Hoán      | 1649              | Tháng 5 năm Hoằng Quang nguyên niên, Tôn Thủ Pháp vâng mệnh khởi binh, phong là Hán Trung vương (漢中王), năm Vĩnh Lịch thứ 3 Triệu Vinh Quý tôn làm Tần vương, đánh Giai Châu, bị bại ở sông Tử Thủy chết. |
| Tài liệu tham khảo                             |                        |                                   |                   | |
| 1. 2. 3.                                       |                        |                                   |                   | |

### Nước Vĩnh Hưng (永興國)
| Năm Vĩnh Lạc nguyên niên (1403) phong.  |                        |                                 |             | |
| Xưng hiệu                               | Họ tên                 | Quan hệ                         | Năm tại vị  | Ghi chú |
| Vĩnh Hưng Ý Giản vương 永興懿簡王       | Chu Thượng Liệt 朱尚烈 | Con thứ 2 đích của Chu Thưởng   | 1403 ─ 1418 | Năm Vĩnh Lạc nguyên niên phong, năm thứ 15 hoăng. |
| Vĩnh Hưng Cung Hiến vương 永興恭憲王    | Chu Chí Bộc 朱志墣     | Con đầu thứ của Chu Thượng Liệt | 1423 ─ 1454 | Năm Vĩnh Lạc thứ 20 tập phong, năm Cảnh Thái thứ 5 hoăng. |
| Vĩnh Hưng Chiêu Ly vương 永興昭僖王     | Chu Công Thạch 朱公鉐  | Con đầu thứ của Chu Chí Bộc     | 1455 ─ 1488 | Năm Cảnh Thái thứ 6 tập phong, năm Hoằng Trị nguyên niên hoăng |
| Vĩnh Hưng Vinh Huệ vương 永興榮惠王     | Chu Thành Lan 朱誠瀾   | Con cả đích của Chu Công Thạch  | 1492 ─ 1507 | Năm Hoằng Trị thứ 4 tập phong, năm Chính Đức thứ 2 hoăng. Có hai con chết yểu. |
| Vĩnh Hưng Trang Định vương 永興莊定王   | Chu Bỉnh Cử 朱秉櫸     | Con của Chu Thành Dực           | 1512 ─ 1533 | Từ Chu Thành Dực, năm Chính Đức thứ 6 đã truyền làm Phụng quốc Trung úy (奉国中尉), năm Gia Tĩnh thứ 20 hoăng. Sau đó Bỉnh Cử được phong làm Tướng quân, chiếm đất Vĩnh Hưng mạo xưng Vương. |
| Vĩnh Hưng Cung Định vương 永興恭定王    | Chu Duy Thôi 朱惟熣    | Con đầu thứ của Chu Bỉnh Cử     | 1540 ─ 1573 | Năm Gia Tĩnh thứ 27 tập phong, năm Vạn Lịch thứ 2 hoăng. Vương tự mạo phong, không có tái tập, bị trừ.                                                                                       |
| Phụ tông lý Vĩnh Hưng quốc 附永興國宗理 |                        |                                 |             | |
| Vĩnh Hưng Phụ tông lý 永興府宗理        | Chu Hoài Điền 朱懷填   | Con của Chu Duy Thôi            | 1575─ ？    | Ban đầu phong là Phụ quốc Trung úy (輔國中尉), tháng 2 năm Vạn Lịch thứ 4 được lệnh quản lý phủ sự。                                                                                         |
| Đời sau không rõ.                       |                        |                                 |             | |
| Phụ chú                                 |                        |                                 |             | |
| 1.                                      |                        |                                 |             | |

### Nước Bảo An (保安國)
| Năm Vĩnh Lạc nguyên niên (1403) phong.              |                        |                                   |             | |
| Xưng hiệu                                           | Họ tên                 | Quan hệ                           | Năm tại vị  | Ghi chú |
| Bảo An Hoài Ly vương 保安懷僖王                     | Chu Thượng Dục 朱尚煜  | Con thứ 3 đích của Chu Thưởng     | 1403 ─ 1410 | Năm Vĩnh Lạc nguyên niên phong, năm thứ 7 hoăng.                                                                               |
| Bảo An Điệu Thuận vương 保安悼順王                  | Chu Chí Đồng 朱志垌    | Con đầu thứ của Chu Thượng Dục    | 1422 ─ 1436 | Năm Vĩnh Lạc thứ 19 tập phong, năm Chính Thống nguyên niên hoăng.                                                              |
| Bảo An Trang Giản vương 保安莊簡王                  | Chu Công Luyện 朱公鍊  | Con cả đích của Chu Chí Đồng      | 1447 ─ 1475 | Năm Chính Thống thứ 11 tập phong, năm Thành Hóa thứ 11 hoăng.                                                                  |
| Bảo An Vinh Mục vương 保安榮穆王                    | Chu Thành Hoàng 朱誠潢 | Con thứ 3 đích của Chu Công Luyện | 1478 ─ 1496 | Năm Thành Hóa thứ 14 tập phong, năm Hoằng Trị thứ 8 hoăng.                                                                     |
| Bảo An Trưởng tử 保安長子                           | Chu Bỉnh Di 朱秉彜     | Con cả đích của Chu Thành Hoàng   | Truy phong  | Ban đầu phong là Trưởng tử, sau mất. Không con.                                                                                |
| Bảo An Chiêu Hòa vương 保安昭和王                   | Chu Thành Lục 朱誠淥   | Con thứ 7 của Chu Công Luyện      | 1498 ─ 1502 | Năm Hoằng Trị thứ 10 từ Trấn quốc Tướng quân tiến phong làm Bảo An vương, năm thứ 14 hoăng. Không con.                         |
| Bảo An Tĩnh Hòa vương 保安靖和王                    | Chu Thành Táo 朱誠漖   | Con thứ 9 của Chu Công Luyện      | 1508 ─ 1519 | Năm Chính Đức thứ 3 từ Trấn quốc Tướng quân tiến phong làm Bảo An vương, năm thứ 14 hoăng.                                     |
| Bảo An Cung Ý vương 保安恭懿王                      | Chu Bỉnh Sạn 朱秉棧    | Con cả thứ của Chu Thành Táo      | 1527 ─ 1544 | Năm Gia Tĩnh thứ 6 từ Trấn quốc Tướng quân tập phong, năm thứ 23 hoăng. Do Vương phụ mạo phong nên không được tái tập, bị trừ. |
| Phụ Bảo An quốc Phụng tự tông thất 附保安國奉祀宗室 |                        |                                   |             | |
| Bảo An Phụng quốc Tướng quân 保安奉國將軍           | Chu Duy Kiến 朱惟煡    | Con của Chu Bỉnh Sạn              | ? - ?       | |
| Đời sau không rõ.                                   |                        |                                   |             | |
| Phụ chú                                             |                        |                                   |             | |
| 1. 2.                                               |                        |                                   |             | |

### Nước Hưng Bình (興平國)
| Tháng 9 năm Hồng Vũ thứ 35 (1402) phong. |                       |                                |             |                                                                                 |
| Xưng hiệu                                | Họ tên                | Quan hệ                        | Năm tại vị  | Ghi chú                                                                         |
| Hưng Bình Cung Tĩnh vương 興平恭靖王     | Chu Thượng Chu 朱尚烐 | Con thứ tư của Chu Thưởng      | 1402 ─ 1449 | Tháng 9 năm Hồng Vũ thứ 35 phong, năm Chính Thống thứ 4 hoăng.                  |
| Hưng Bình Trang Huệ vương 興平莊惠王     | Chu Chí Niết 朱志㙞   | Con cả đích của Chu Thượng Chu | 1452 ─ 1457 | Năm Cảnh Thái thứ 3 tập phong, năm Thiên Thuận nguyên niên hoăng.               |
| Hưng Bình An Hi vương 興平安僖王         | Chu Công Thước 朱公鑠 | Con đầu thứ của Chu Chí Niết   | 1458 ─ 1476 | Năm Thiên Thuận thứ 2 tập phong, năm Thành Hóa thứ 12 hoăng. Không con, bị trừ. |

### Nước Vĩnh Thọ (永壽國)
| Tháng 9 năm Hồng Vũ thứ 35 (1402 )phong |                        |                                 |                   | |
| Xưng hiệu                               | Họ tên                 | Quan hệ                         | Năm tại vị        | Ghi chú |
| Vĩnh Thọ Hoài Giản vương 永壽懷簡王     | Chu Thượng Hồng 朱尚灴 | Con thứ năm của Chu Thưởng      | 1402 ─ 1420       | Tháng 9 năm Hồng Vũ thứ 35 phong, năm Vĩnh Lạc thứ 18 hoăng. |
| Vĩnh Thọ An Huệ vương 永壽安惠王        | Chu Chí Thực 朱志埴    | Con cả đích của Chu Thượng Hồng | 1431 ─ 1470       | Năm Tuyên Đức thứ 6 tập phong, năm Thành Hóa thứ 6 hoăng. |
| Vĩnh Thọ Khang Định vương 永壽康定王    | Chu Công Diên 朱公鋋   | Con cả đích của Chu Chí Thực    | 1472 ─ 1473       | Năm Thành Hóa thứ 6 tập phong, năm thứ 9 hoăng. |
| Vĩnh Thọ Trang Hi vương 永壽莊僖王      | Chu Thành Lâm 朱誠淋   | Con đầu thứ của Chu Công Sàm    | 1476 ─ 1495       | Năm Thành Hóa thứ 12 tiến phong làm Vĩnh Thọ vương, năm Hoằng Trị thứ 8 hoăng. |
| Vĩnh Thọ Cung Hòa vương 永壽恭和王      | Chu Bỉnh Đảng 朱秉欓   | Con đầu thứ của Chu Thành Lâm   | 1497 ─ 1538       | Năm Hoằng Trị thứ 10 từ Trấn quốc Tướng quân tiến phong, năm Gia Tĩnh thứ 17 hoăng. Con cả thứ Chu Duy Diệu (朱惟燿) mất trước, con thứ 6 Chu Duy Ức (朱惟燱) có mẹ họ Thiệu được phong làm Phi, nên được làm Đích tử mà lập. Con của Duy Diệu là Chu Hoài Thiện (朱懷墡) cũng cật lực tấu biện phản đối. Chú cháu tranh giành suốt 10 năm mà triều đình chẳng giải quyết được. Cuối cùng Tần vương Chu Hoài Quyển làm Thượng thư biện bạch cho Chu Hoài Thiện，nhưng Thiệu thị được tiến phong nên Hoài Quyển chẳng được xưng Đích, nhưng sau Hoài Thiện được phong Vĩnh Thọ vương. |
| Vĩnh Thọ Hoài Thuận vương 永壽懷順王    | Chu Duy Diệu 朱惟燿    | Con thứ nhất của Chu Bỉnh Đảng  | Truy phong        | Sơ phong Trấn quốc Tướng quân, năm Gia Tĩnh thứ 7 hoăng. Con là Hoài Thiện tập tước, truy thụy Hoài Thuận Vương (懷順王)。 |
| Vĩnh Thọ Vinh Tĩnh vương 永壽榮靖王     | Chu Hoài Thiện 朱懷墡  | Con thứ nhất của Chu Duy Diệu   | 1549 ─ 1550       | Năm Gia Tĩnh thứ 28 tập phong, năm thứ 29 hoăng. |
| Vĩnh Thọ Chiêu Hiến vương 永壽昭憲王    | Chu Kính Dung 朱敬鏞   | Con cả đích của Chu Hoài Thiện  | 1552 ─ trước 1605 | Năm Gia Tĩnh thứ 31 tập phong. |
| Vĩnh Thọ Khang Dụ vương 永壽康裕王      | Chu Nghị Huống 朱誼況  | Con cả đích của Chu Kính Dung   | 1605 ─ 1614       | Năm Vạn Lịch thứ 5 phong Trưởng tử, năm 33 tập phong, năm 42 hoăng. |
| Vĩnh Thọ vương 永壽王                   | Chu Tồn Chuyết 朱存𣑚  | Con thứ nhất của Chu Nghị Huống | 1617─1644         | Năm Vạn Lịch thứ 27 phong làm Trưởng tôn, năm 33 phong làm Trưởng tử, năm 45 tập phong, năm Sùng Trinh thứ 17 bị Lý Tự Thành giết. |
| Vĩnh Thọ vương 永壽王                   | Chu Tồn Ngô 朱存梧     | Con của Chu Nghị Huống          | 1649 ─ 1656       | Năm Vĩnh Lịch thứ 3 tập phong, tháng giêng năm thứ 10 hoăng. |

### Nước An Định (安定國)
| Tháng 9 năm Hồng Vũ thứ 35 (1402) phong |                       |                            |             | |
| Xưng hiệu                               | Họ tên                | Quan hệ                    | Năm tại vị  | Ghi chú                                                                                               |
| An Định vương 安定王                    | Chu Thượng Hất 朱尚炌 | Con thứ sáu của Chu Thưởng | 1402 ─ 1418 | Năm Hồng Vũ thứ 35 phong, năm Vĩnh Lạc thứ 16 bị phế làm thứ dân, phái thủ mộ phần Mẫn vương, bị trừ. |

### Nước Vị Nam (渭南國)
| Năm Vĩnh Lạc nguyên niên (1403) tháng 4 phong |                     |                                 |             |                                                                                                |
| Xưng hiệu                                     | Họ tên              | Quan hệ                         | Năm tại vị  | Ghi chú                                                                                        |
| Vị Nam vương 渭南王                           | Chu Chí Quân 朱志均 | Con thứ hai của Chu Thượng Bỉnh | 1403 ─ 1424 | Tháng 4 năm Vĩnh Lạc nguyên niên phong, năm thứ 22 kế tập làm Tần vương. Không có ai nối tước. |

### Nước Phú Bình (富平國)
| Năm Vĩnh Lạc thứ 20 (1422) phong |                    |                                |             |                                                                                       |
| Xưng hiệu                        | Họ tên             | Quan hệ                        | Năm tại vị  | Ghi chú                                                                               |
| Phú Bình vương 富平王            | Chu Chí Khế 朱志𡐤 | Con thứ ba của Chu Thượng Bỉnh | 1422 ─ 1428 | Năm Vĩnh Lạc thứ 20 phong, năm Tuyên Đức thứ 3 kế tập Tần vương, tuyệt nước Phú Bình. |

### Nước Nghi Xuyên (宜川國)
| Năm Tuyên Đức nguyên niên (1426) phong                  |                       |                                |             |                                                                                    |
| Xưng hiệu                                               | Họ tên                | Quan hệ                        | Năm tại vị  | Ghi chú                                                                            |
| Nghi Xuyên Trang Tĩnh vương 宜川莊靖王                  | Chu Chí Bảo 朱志堢    | Con thứ tư của Chu Thượng Bỉnh | 1426 ─ 1448 | Năm Tuyên Đức nguyên niên phong, năm Chính Thống thứ 13 hoăng.                     |
| Nghi Xuyên Vinh Thuận vương 宜川榮順王                  | Chu Công Uyển 朱公鋺  | Con thứ nhất của Chu Chí Bảo   | 1451 ─ 1484 | Năm Cảnh Thái thứ 2 tập phong, năm Thành Hóa thứ 20 tập phong.                     |
| Nghi Xuyên Khang Hi vương 宜川康僖王                    | Chu Thành Quán 朱誠灌 | Con thứ nhất của Chu Công Uyển | 1490 ─ 1496 | Năm Hoằng Trị thứ 3 từ Trấn quốc Tướng quân tập phong, năm thứ 9 hoăng.            |
| Nghi Xuyên Tư Dụ vương 宜川思裕王                       | Chu Bỉnh Ngâu 朱秉𣕃  | Con cả đích của Chu Thành Quán | 1500 ─ 1522 | Năm Hoằng Trị thứ 13 tập phong, năm Gia Tĩnh nguyên niên hoăng. Không con, bị trừ. |
| Phụ Nghi Xuyên quốc tông lý 附宜川國宗理                |                       |                                |             |                                                                                    |
| Nghi Xuyên Phủ tông lí 宜川府宗理                       | Chu Bỉnh Điểu 朱秉樢  | Con của Chu Thành ?            | 1525 - ?    | Sơ phong Phụng quốc Tướng quân, năm Gia Tĩnh thứ 4 làm Nghi Xuyên quốc Phủ sự.     |
| Đời sau không rõ.                                       |                       |                                |             |                                                                                    |
| Phụ Nghi Xuyên quốc Phụng tự tông thất 附宜川國奉祀宗室 |                       |                                |             |                                                                                    |
| Nghi Xuyên Trấn quốc Trung úy 宜川鎮國中尉              | Chu Duy Hỗ 朱惟熩     | Con của Chu Bỉnh Điểu          | 1525 — ?    | Năm Gia Tĩnh thứ 4 thừa tước Nghi Xuyên vương.                                     |
| Đời sau không rõ.                                       |                       |                                |             |                                                                                    |
| Nghi Xuyên quốc tục phong 宜川國續封                    |                       |                                |             |                                                                                    |
| Nghi Xuyên vương 宜川王                                 | Chu Kính Dao 朱敬鑃   | Con của Chu Hoài ?             | ? ─1652     | Tháng 7 năm Vạn Lịch thứ 6 hoăng.                                                  |
| Tài liệu tham khảo                                      |                       |                                |             |                                                                                    |
| 1.                                                      |                       |                                |             |                                                                                    |

### Nước Lâm Đồng (臨潼國)
| Năm Chính Thống thứ 7 (1426) phong。 |                      |                                |             |                                                                                                  |
| Xưng hiệu                            | Họ tên               | Quan hệ                        | Năm tại vị  | Ghi chú                                                                                          |
| Lâm Đồng Huệ Giản vương 臨潼惠簡王   | Chu Công Minh 朱公銘 | Con thứ ba của Chu Chí Khế     | 1442 ─ 1474 | Năm Chính Thống thứ 7 phong, năm Thành Hóa thứ 10 hoăng.                                         |
| Lâm Đồng Hòa Hi vương 臨潼和僖王     | Chu Thành Xán 朱誠澯 | Con cả đích của Chu Công Minh  | 1477 ─ 1492 | Năm Thành Hóa thứ 13 tập phong, năm Hoằng Trị thứ 5 hoăng.                                       |
| Lâm Đồng vương 臨潼王                | Chu Bỉnh Song 朱秉欆 | Con thứ nhất của Chu Thành Xán | 1495 ─ 1501 | Tháng 11 năm Hoằng Trị thứ 8 tập phong, năm thứ 12 lên làm Tần vương, tuyệt tước Lâm Đồng vương. |

### Nước Cáp Dương (郃陽國)
| Năm Chính Thống năm thứ 7 (1426) phong.                |                        |                                 |              | |
| Xưng hiệu                                              | Họ tên                 | Quan hệ                         | Năm tại vị   | Ghi chú |
| Cáp Dương Huệ Cung vương 郃陽惠恭王                    | Chu Công Thang 朱公鏜  | Con thứ tư của Chu Chí Khế      | 1426 ─ 1471  | Năm Chính Thống thứ 7 phong, năm Thành Hóa thứ 7 hoăng.                                                           |
| Cáp Dương Ôn Mục vương 郃陽溫穆王                      | Chu Thành Hoằng 朱誠泓 | Con thứ nhất của Chu Công Thang | 1473 ─ 1494  | Năm Thành Hóa thứ 12 từ Trấn quốc Tướng quân tập phong, năm Hoằng Trị thứ 7 hoăng. Con Chu Bỉnh Nhu (朱秉柔) mất. |
| Cáp Dương Trấn quốc Tướng quân 郃陽鎮國將軍            | Chu Thành Phần 朱誠汾  | Con thứ hai của Chu Công Thang  | Truy phong   | Năm Hoằng Trị thứ 7 tiến tập, chưa nối chức đã mất.                                                               |
| Cáp Dương Điệu An vương 郃陽悼安王                     | Chu Thành Quái 朱誠澮  | Con thứ ba của Chu Công Thang   | 1494         | Năm Hoằng Trị thứ 7 tiến phong, ngay năm đó hoăng.                                                                |
| Cáp Dương An Hi vương 郃陽安僖王                       | Chu Bỉnh Hịch 朱秉檄   | Con cả đích của Chu Thành Quái  | 1508         | Năm Chính Đức thứ 3 từ Phụ quốc Tướng quân tập phong, ngay năm đó mất. Không con, bị trừ.                         |
| Phụ Cáp Dương quốc Phụng tự tông thất 附郃陽國奉祀宗室 |                        |                                 |              | |
| Cáp Dương Phụ quốc Tướng quân 郃陽輔國將軍             | Chu Bỉnh Quất 朱秉橘   | Con của Chu Thành Quái          | 1509 ─ ?     | Năm Chính Đức thứ 4 thừa tự Cáp Dương vương.                                                                      |
| Cáp Dương Phụ quốc Tướng quân 郃陽奉國將軍             | Chu Duy Dập 朱惟熠     | Con của Chu Bỉnh Quất           | ? ─ 1585     | Không biết năm nào thừa tự Cáp Dương vương, năm Vạn Lịch thứ 13 hoăng.                                            |
| Cáp Dương Trấn quốc Trung úy 郃陽鎮國中尉              | Chu Hoài Nghiêu 朱懷墝 | Con của Chu Duy Dập             | ? - ?        | Không biết năm nào thừa tự Cáp Dương vương.                                                                       |
| Cáp Dương Phụ quốc Trung úy 郃陽輔國中尉               | Chu Kính Phật 朱敬鉘   | Con của Chu Hoài Nghiêu         | ? ─ 1621     | Không biết năm nào thừa tự Cáp Dương vương, năm Thiên Khải nguyên niên hoăng.                                     |
| Cáp Dương Phụng quốc Trung úy 郃陽奉國中尉             | Chu Nghị Yết 朱誼𣹲    | Con của Chu Kính Phật           | sau 1621 ─ ? | Không biết năm nào thừa tự Cáp Dương vương.                                                                       |
| Đời sau không rõ.                                      |                        |                                 |              | |
| Tài liệu tham khảo                                     |                        |                                 |              | |
| 1. 2. 3. 4. 5.                                         |                        |                                 |              | |

### Nước Khiên Dương (汧陽國)
| Năm Chính Thống thứ 11 (1430) phong     |                       |                                 |             |                                                                                                 |
| Xưng hiệu                               | Họ tên                | Quan hệ                         | Năm tại vị  | Ghi chú                                                                                         |
| Khiên Dương Đoan Ý vương 汧陽端懿王     | Chu Công Tăng 朱公鏳  | Con thứ năm của Chu Chí Khế     | 1430 ─ 1495 | Năm Chính Thống thứ 11 phong, năm Hoằng Trị thứ 8 hoăng.                                        |
| Khiên Dương An Dụ vương 汧陽安裕王      | Chu Thành Liệt 朱誠洌 | Con cả đích của Chu Công Tăng   | 1497 ─ 1502 | Năm Hoằng Trị thứ 10 tập phong, năm thứ 15 hoăng.                                               |
| Khiên Dương Trang Tĩnh vương 汧陽莊靖王 | Chu Bỉnh Trăn 朱秉榛  | con thứ nhất của Chu Thành Liệt | 1508 ─ 1554 | Năm Chính Đức thứ 3 tập phong, năm Gia Tĩnh thứ 33 hoăng. Có hai con đều chết sớm, nước bị trừ. |

### Nước Trấn An (鎮安國)
| Năm Thành Hóa thứ 4 (1468) phong |                       |                                |             |                                                                                            |
| Xưng hiệu                        | Họ tên                | Quan hệ                        | Năm tại vị  | Ghi chú                                                                                    |
| Trấn An vương 鎮安王             | Chu Thành Vịnh 朱誠泳 | Con thứ nhất của Chu Công Tích | 1468 ─ 1488 | Năm Thành Hóa thứ 4 phong, năm Hoằng Trị nguyên niên phong là Tần vương, nước Trấn An trừ. |

### Nước Long Đức (隆德國)
| Năm Gia Tĩnh thứ 29 (1550) phong |                      |                                 |             |                                                                                     |
| Xưng hiệu                        | Họ tên               | Quan hệ                         | Năm tại vị  | Ghi chú                                                                             |
| Long Đức vương 隆德王            | Chu Kính Dung 朱敬鎔 | Con thứ nhất của Chu Hoài Thiện | 1550 ─ 1569 | Năm Gia Tĩnh thứ 29 phong, năm Long Khánh thứ 3 phong Tần vương, nước Long Đức trừ. |

### Nước Sùng Tín (崇信國)
| Năm Vạn Lịch thứ 23 (1595) phong |                     |                                |             |                                                                                          |
| Xưng hiệu                        | Họ tên              | Quan hệ                        | Năm tại vị  | Ghi chú                                                                                  |
| Sùng Tín vương 崇信王            | Chu Nghị Tập 朱誼𣴖 | Con thứ nhất của Chu Kính Dung | 1595 ─ 1650 | Năm Vạn Lịch thứ 23 từ Phụng quốc Trung úy gia phong, tháng 2 năm Vĩnh Lịch thứ 4 hoăng. |

### Nước Tử Dương (紫陽國)
| Năm Vạn Lịch năm thứ 14 (1586) phong |                      |                                  |             |                                                                        |
| Xưng hiệu                            | Họ tên               | Quan hệ                          | Năm tại vị  | Ghi chú                                                                |
| Tử Dương vương 紫陽王                | Chu Nghị Hoán 朱誼漶 | Con thứ 3 đích của Chu Kính Dung | 1586 ─ 1587 | Năm Vạn Lịch thứ 14 phong, năm thứ 15 tập tước Tần vương, nước cũ trừ. |

### Nước Mỗ (某國)
| Trong niên hiệu Thiên Khải phong. |                   |                              |          |                                                                                          |
| Xưng hiệu                         | 國君姓名          | 關係                         | 在位年數 | 註記                                                                                     |
| Mỗ vương 某王                     | Chu Tồn Cơ 朱存機 | Con thứ ba của Chu Nghị Hoán | ? ─ 1629 | Trong năm Thiên Khải phong Vương. Năm Sùng Trinh thứ 2 phong là Tần Thế tử, nước cũ trừ. |
| Tài liệu tham khảo                |                   |                              |          |                                                                                          |
| 1.                                |                   |                              |          |                                                                                          |

### Nước Mỗ
| Phong trong năm Thiên Khải. |                    |                       |            |                                                                                      |
| Xưng hiệu                   | Họ tên             | Quan hệ               | Năm tại vị | Ghi chú                                                                              |
| Mỗ vương 某王               | Chu Tồn Cực 朱存極 | Con của Chu Nghị Hoán | ? ─ 1641   | Trong năm Thiên Khải phong Vương. Năm Sùng Trinh thứ 14 phong Vương, nước cũ bị trừ. |
| Tài liệu tham khảo          |                    |                       |            |                                                                                      |
| 1. 2.                       |                    |                       |            |                                                                                      |

| Phong trong năm Thiên Khải。 |                    |                       |            |                                   |
| Xưng hiệu                    | Họ tên             | Quan hệ               | Năm tại vị | Ghi chú                           |
| Mỗ vương 某王                | Chu Tồn Bức 朱存楅 | Con của Chu Nghị Hoán | ? - ?      | Trong năm Thiên Khải phong Vương. |
| Tài liệu tham khảo           |                    |                       |            |                                   |
| 1.                           |                    |                       |            |                                   |

| Phong trong niên hiệu Thiên Khải。 |                     |                       |            |                                    |
| Xưng hiệu                          | Họ tên              | Quan hệ               | Năm tại vị | Ghi chú                            |
| Mỗ vương 某王                      | Chu Tồn Nghĩ 朱存檥 | Con của Chu Nghị Hoán | ? - ?      | Phong Vương trong năm Thiên Khải。 |
| Tài liệu tham khảo.                |                     |                       |            |                                    |
| 1.                                 |                     |                       |            |                                    |